# Katharina Kest

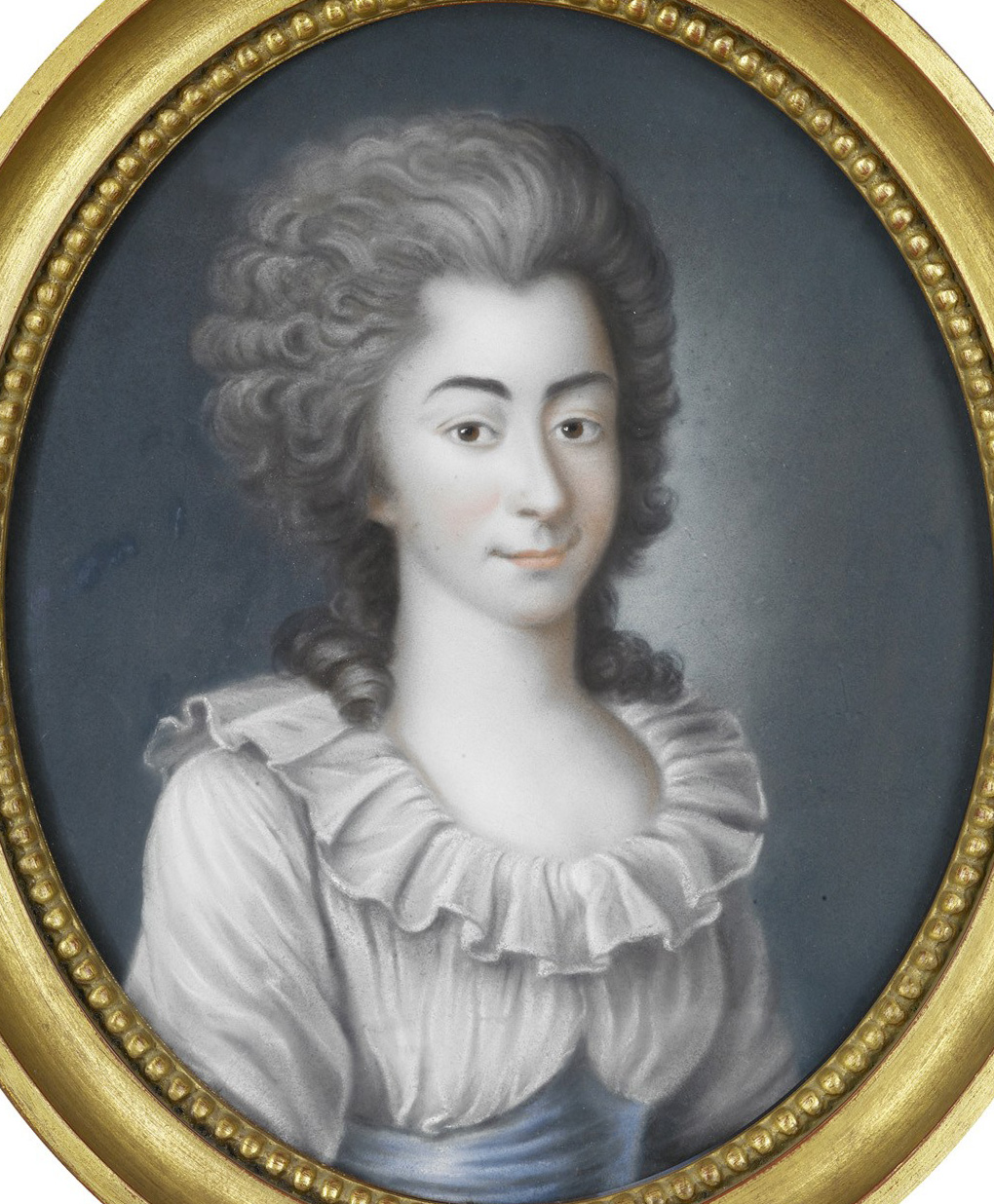
Pastell von Johann Friedrich Dryander (1790)

Katharina Margaretha Kest (* 1. März 1757 in Fechingen; † 11. Dezember 1829 in Mannheim), Reichsgräfin von Ottweiler, Herzogin von Dillingen, Freifrau von Ludwigsberg, war die Mätresse und später die Gemahlin des Fürsten Ludwig von Nassau-Saarbrücken. Volkstümlich wird sie „das Gänsegretel von Fechingen“ genannt.

## Leben

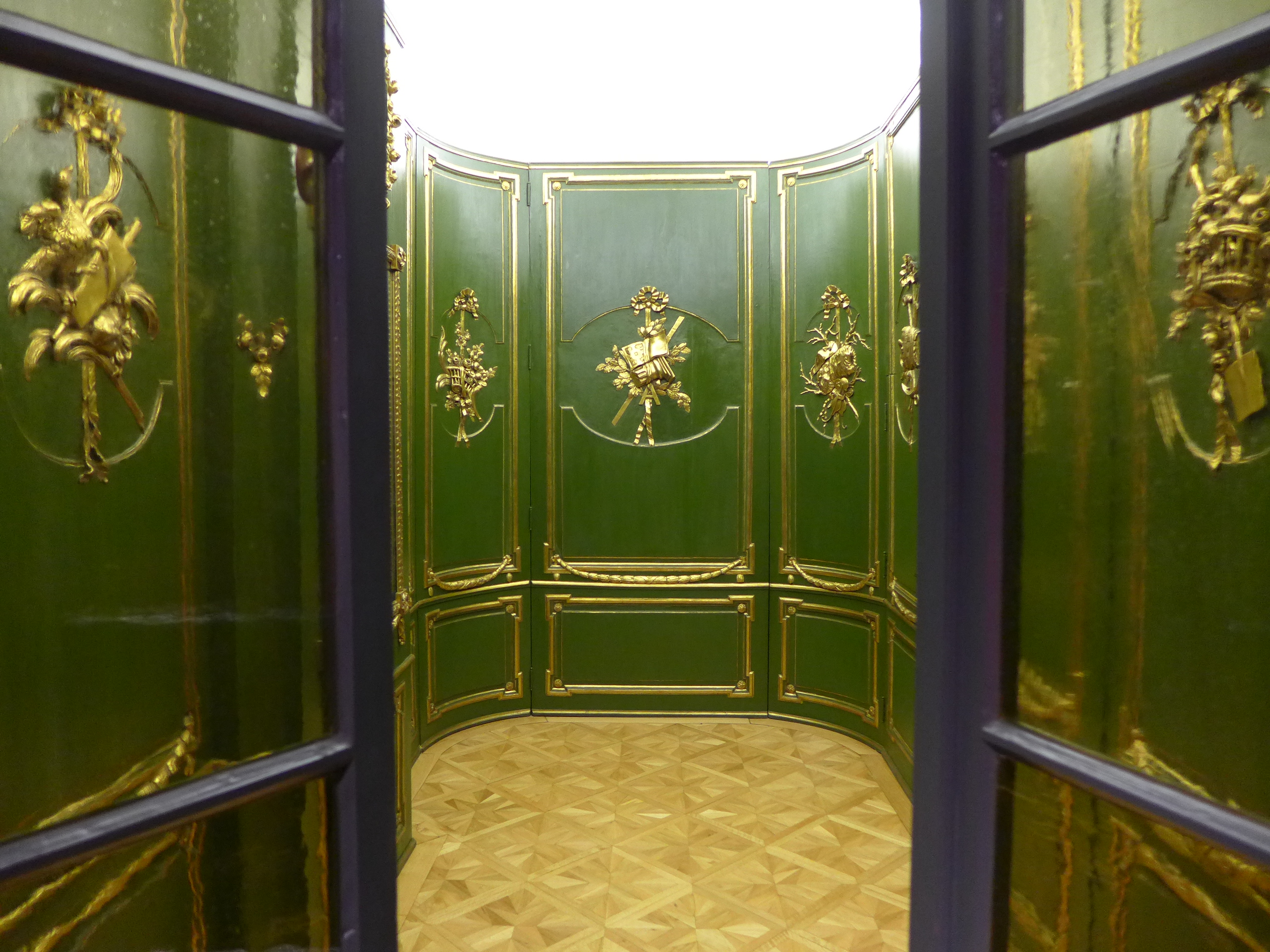
Blick durch das Fenster in das Grüne Kabinett der Katharina Kest, 1780–1795, zwölfteilige Vertäfelung, ehemals im Palais der Katharina Kest in der Wilhelm-Heinrich-Straße, Eiche, Linde, Kiefer, Glas, Messing, Eisen, Öl, Leinwand, 316 × 236 × 483 cm, Saarlandmuseum

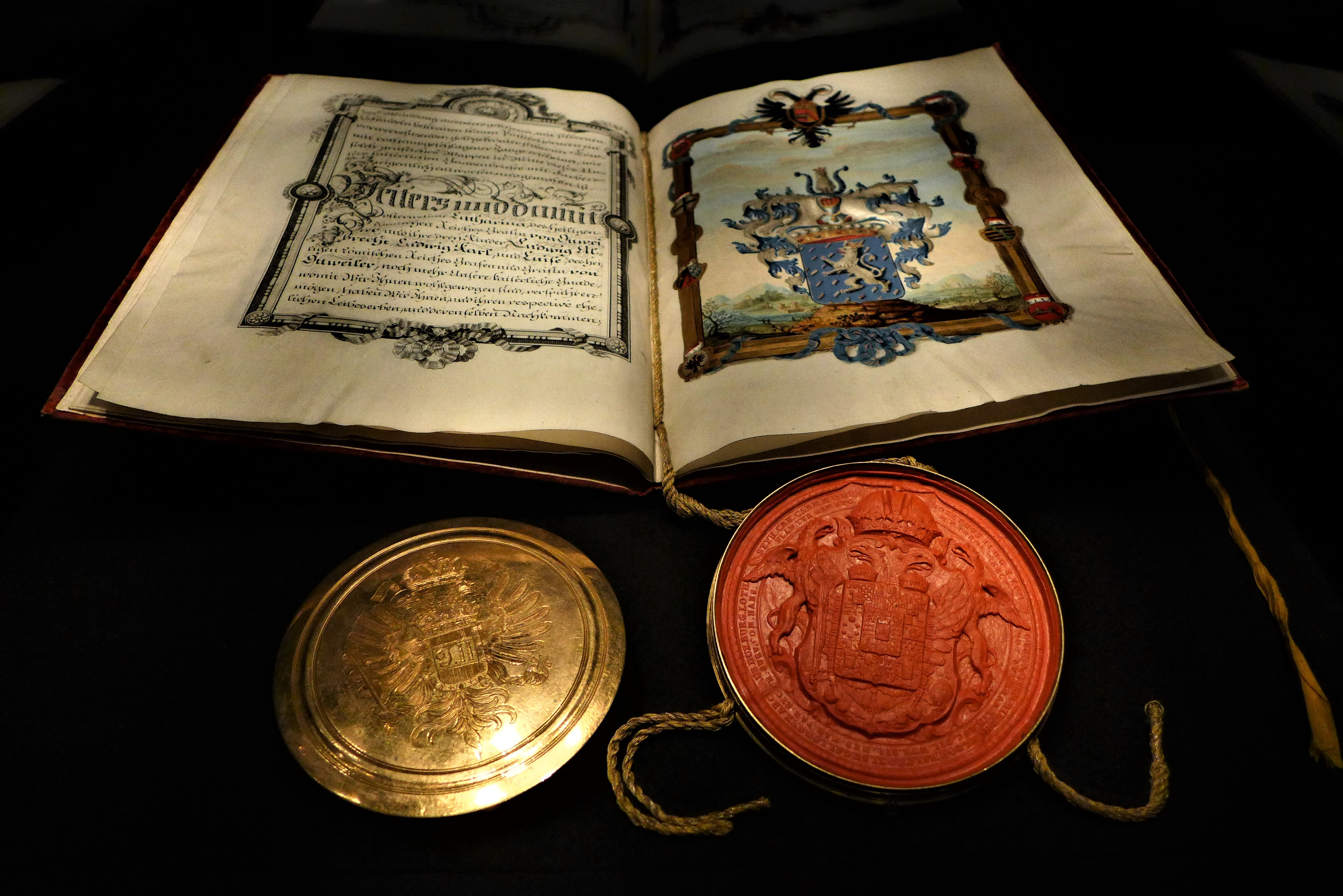
Erhebung Katharina Kests als Freiin von Ludwigsberg zur Reichsgräfin des Heiligen Römischen Reiches durch Kaiser Josef II., 27. Juli 1784, Pergamentblätter in rotem Samteinband mit Wachssiegel in vergoldeter Kapsel, Landesarchiv des Saarlandes

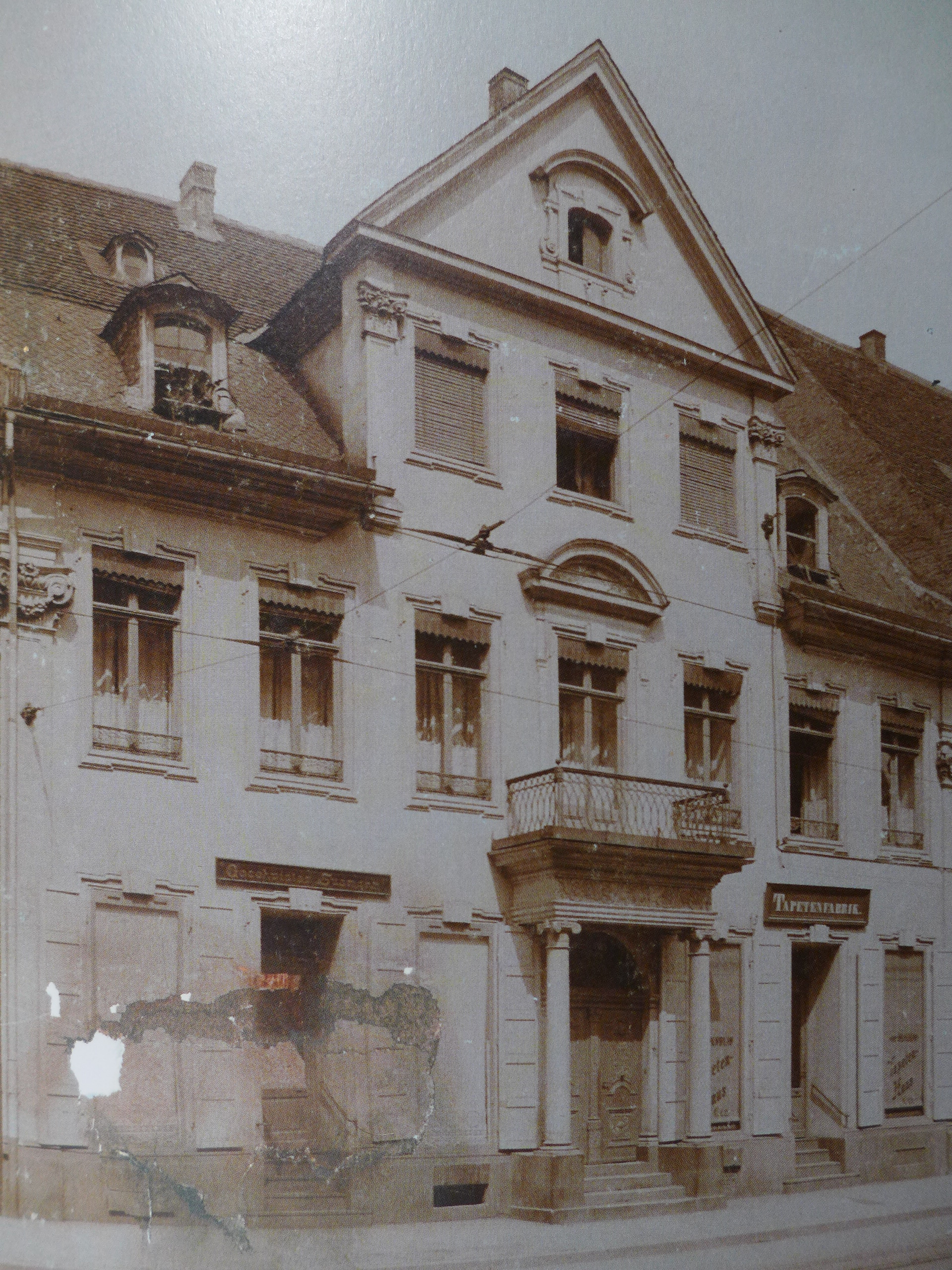
Mannheimer Palais der Katharina Kest seit 1800; Adresse: C 1.2; Schwarz-Weiß-Reproduktion auf Karton; Zustand des Hauses im späten 19. Jahrhundert, als sich das Haus im Besitz der jüdischen Ressourcen-Gesellschaft befand; Stadtarchiv Mannheim

Katharina Margaretha Kest war die Tochter des leibeigenen Bauern Johann Georg Kest (1702–1762) und dessen dritter Frau Anna Barbara Wohlfahrt (1717–1795). Nach dem Tod des Vaters zogen Mutter und Tochter um das Jahr 1770 in die nahe Residenzstadt Saarbrücken, wo Katharina von Freifrau Frederike Amalie von Dorsberg (1753–1802), der Mätresse des Fürsten Ludwig von Nassau-Saarbrücken, als Kindermädchen der unehelich geborenen Kinder des Paares, Luise Friederike Amalie (1771–?, ⚭ François Leclerc d’Alteville) und Ludwig Carl Philipp (1774–1871) sowie als Kammerzofe beschäftigt wurde.
Fürst Ludwig ließ das junge Mädchen in Metz, Nancy und Paris zur Dame ausbilden. Mit 16 Jahren kam sie nach Saarbrücken zu ihrer Gönnerin, der Freifrau von Dorsberg, zurück und arbeitete wieder als Kammerzofe. In dieser Zeit wurde Katharina Kest die Mätresse Fürst Ludwigs und dieser trennte sich von Freifrau von Dorsberg. Am 1. September 1774 schloss Ludwig, der seit 1766 mit Wilhelmine von Schwarzburg-Rudolstadt (1751–1780) verheiratet war und mit ihr einen gemeinsamen Sohn, Erbprinz Heinrich Ludwig sowie zwei uneheliche Kinder mit Frederike Amalie von Dorsberg hatte, mit Katharina eine morganatische Ehe („Ehe zur linken Hand“). Am 17. Juli 1780 verstarb Fürstin Wilhelmine.
Im Jahr 1781 ließ der Fürst Katharina Kest durch Herzog Karl II. August von Pfalz-Zweibrücken zur nunmehrigen „Frau von Ludwigsberg“ (benannt nach dem Malstatter Ludwigsberg) erheben. Die gemeinsamen unehelichen Kinder wurden am 20. November 1781 durch Kaiser Joseph II. ehelich legitimiert. Katharina Kest wurde im Jahr 1781 durch den Kaiser zur „Freifrau von Ottweiler“, im Jahr 1784 zur „Reichsgräfin von Ottweiler“ erhoben. Ihre Wohnstätte war der von Friedrich Joachim Stengel erbaute Gartenpavillon.
Am 1. März 1787, sieben Jahre nach dem Tod von Ludwigs Gattin Wilhelmine von Schwarzburg-Rudolstadt im Jahr 1780, heiratete der Fürst Katharina Reichsgräfin von Ottweiler nochmals standesgemäß zu seiner rechten Hand und ließ sie am 8. März 1787 als regierende Fürstin von Nassau-Saarbrücken proklamieren.
Im Jahr 1788 reiste das Paar nach Paris, um dort eine standesgemäße Territorialherrschaft für Katharina zu erwerben.
Am 22. Januar 1789 kaufte Fürst Ludwig die Herrschaft Dillingen zu einem Preis von 225.000 Franken und ließ im April 1789 durch den französischen König Ludwig XVI. die bisherige Herrschaft Dillingen zum Herzogtum und seine Ehefrau Katharina zur Herzogin von Dillingen erheben. Zugleich ließ er das bisherige Dillinger Schloss durch Balthasar Wilhelm Stengel, dem Sohn von Friedrich Joachim Stengel, zu einer kleinen herzoglichen Residenz erweitern.
Am 3. Juni 1789 wurde als erster vollehelicher Sohn des Paares Adolph von Ottweiler in Saarbrücken geboren.

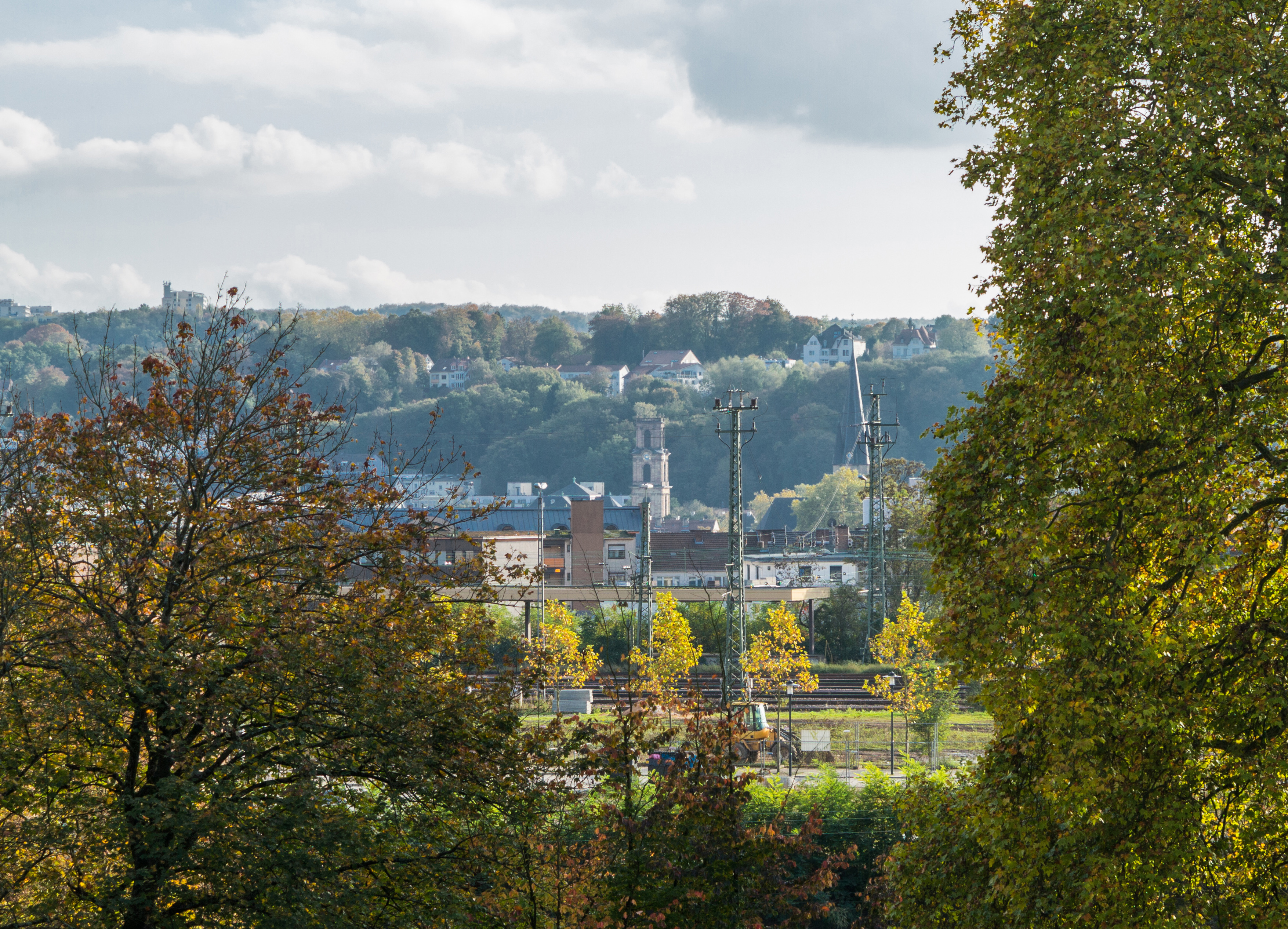
Sichtachse ehemaliges Lustschloss Ludwigsberg – Ludwigskirche Saarbrücken

Zwischen dem Saarbrücker Rodenhof und der Rußhütte wurde das Lustschloss Ludwigsberg errichtet, welches der ältere Stengel entworfen hatte. Hinter dem Schloss entstand eine Gartenanlage nach den Plänen Johann Friedrich Christian Köllners. In den Jahren 1784 bis 1791 wurde der Park erweitert. Westlich der Schlossanlage wurde ein Gartenpark, das „Schönthal“, angelegt. In einem Kauf- und Tauschkontrakt erwarb die Herzogin diese Gärten, die ihr am 17. Oktober 1789 übergeben wurden. Katharina Kest erhielt zu ihren anderen Titeln noch den Titel „Freifrau von Ludwigsberg“.
Im Jahr 1791 marschierten die französischen Revolutionstruppen in Saarbrücken ein. Vor den Truppen der französischen Revolution floh die fürstliche Familie im Ersten Koalitionskrieg zunächst im Jahr 1793 ins Exil nach Mannheim, dann nach Aschaffenburg. Hier starb Ludwig im Jahr 1794. Im Jahr 1799 starb der gemeinsame Sohn von Ludwig und Katharina, Ludwig Carl von Ottweiler, Herzog von Dillingen (* 1776), am Gotthardpass während seines Dienstes in der Reichsarmee. 1796 war er Kapitän der Reichsarmee gewesen.
Katharina ging zurück nach Mannheim. Hier lebte sie mit ihren Kindern in einem Palais nahe dem Paradeplatz und in der Nähe des Mannheimer Schlosses. Im Jahr 1802 kam es zum Bruch zwischen Katharina und deren Tochter Luise von Ottweiler (1778–1855), die den damals berühmten Wiener Opernsänger und Komponisten Joseph Fischer heiratete.
Im selben Jahr reiste Katharina mit ihrem Sohn Adolph nach Paris, um bei Napoleon Bonaparte Ansprüche auf die Herrschaft Dillingen geltend machen zu können. Der französische Staat hatte während der Revolution das Herzogtum Dillingen eingezogen. Auf Befehl Napoleons erhielt Katharina Kest Herrschaft und Schloss Dillingen zwar wieder zurück, doch im Jahr 1806 verkaufte sie alle Güter (1600 Morgen Wald und 400 Morgen Gärten, Äcker und Wiesen sowie das Schloss) an die Dillinger Hütte. Die Hütte ließ das Schloss daraufhin für Wohnzwecke umbauen. Das Schloss, die Ländereien und der Wald sind seither im Besitz der Dillinger Hütte. Darüber hinaus verhandelte Katharina Kest mit Napoleon, um Ansprüche ihres Sohnes Adolph auf das Fürstentum Nassau-Saarbrücken geltend machen zu können. Hier hatte Katharina Kest jedoch keinen Erfolg.

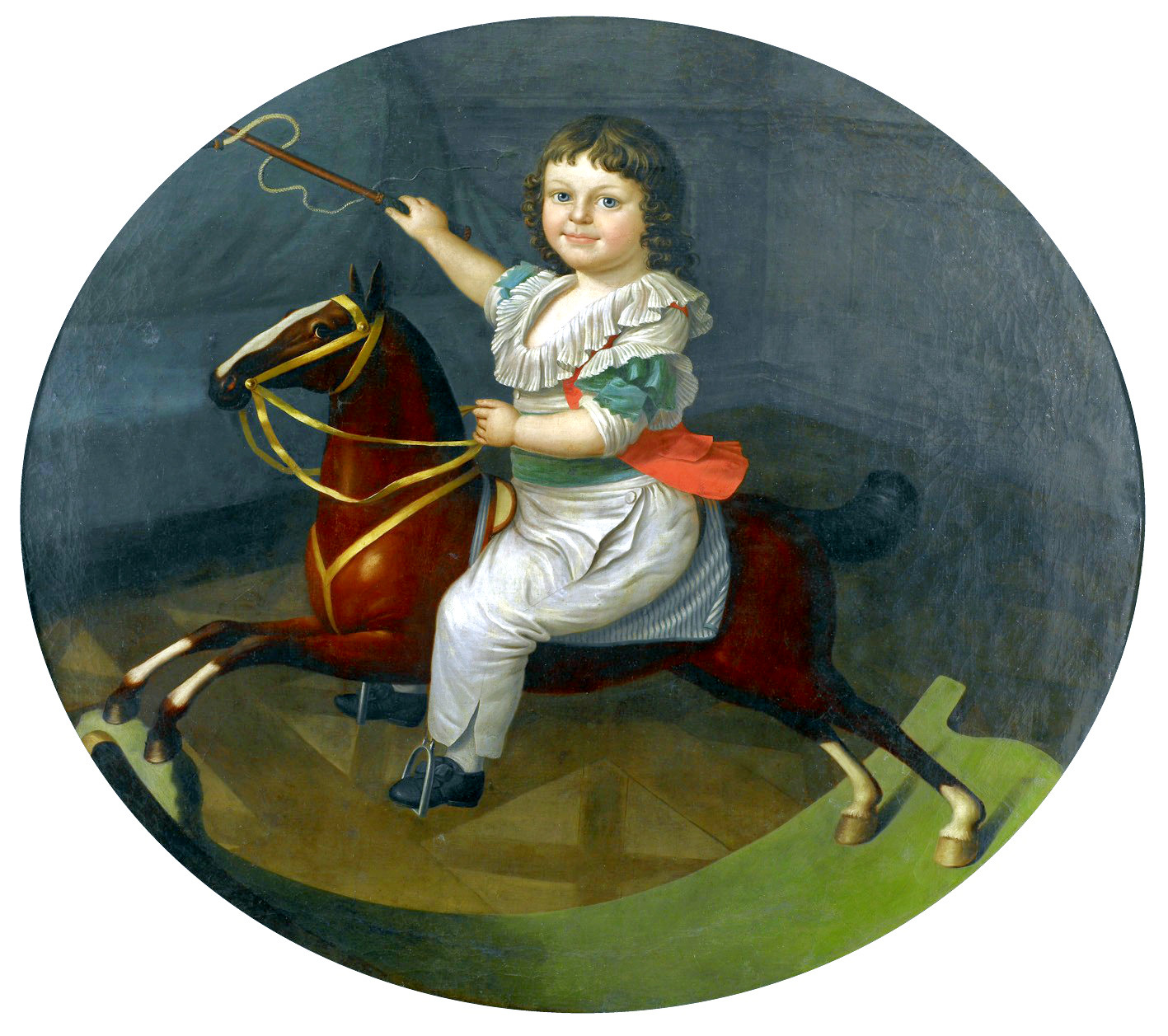
Adolph von Ottweiler als Kind im Jahr 1792, Gemälde von Johann Friedrich Dryander Öl auf Leinwand, 102 × 112 cm, Saarlandmuseum

Am 25. September 1810 heiratete Katharina Kests jüngste Tochter Luise Katharina (1786–1818) in Mauer bei Heidelberg den Pfarrer Heinrich Friedrich Wilhelmi (1786–1860). Im Jahr 1812 starb Katharinas über alles geliebter Sohn Adolph während seines Dienstes als Soldat der Württembergischen Armee bei Vilnius als Teilnehmer am napoleonischen Russlandfeldzug. Katharina Kest hatte zeitlebens auf die Rückkehr ihres Sohnes gehofft und umfangreiche mehrjährige Nachforschungen nach seinem Verbleib betrieben. Selbst an den Zaren Alexander von Russland hatte sie sich diesbezüglich gewandt, der ihr jedoch nichts zum Schicksal von Adolph hatte mitteilen können. Am 11. Dezember 1829 starb Katharina Kest in Mannheim. Bis zu ihrem Tod hatte sie an der Fiktion festgehalten, dass ihr Sohn noch lebe und ihn nach dem Bruch mit ihren Töchtern als Haupterben eingesetzt. Erst Luise konnte den Tod ihres Bruders ein Jahr nach dem Versterben ihrer Mutter nach einem Zeugenaufruf in verschiedenen Zeitungen zweifelsfrei nachweisen und so an die blockierte Erbschaft der Mutter gelangen.

## Nachkommen
Aus der morganatischen Ehe mit Fürst Ludwig von Nassau-Saarbrücken entstammen vier Söhne und zwei Töchter (von Ludwigsberg, später Grafen von Ottweiler, Herzoge von Dillingen); die meisten von ihnen starben jung.
- Ludwig Albrecht (1775–1784)
- Ludwig Carl (1776–1799); „Karl, Herzog zu Dillingen und Reichsgraf von Ottweiler, Kapitain der Reichsarmee“[8]
- Luise (1778–1855) ⚭ 1802 Berlin den Kammersänger Anton Joseph Fischer (1780–1862)
- Heinrich (1779–1781)
- Ludwig (1785–1796)
- Luise Katharina (1786–1818) ⚭ 25. September 1810 Mauer bei Heidelberg den Pfarrer Heinrich Friedrich Wilhelmi (1786–1860)

Der fünfte Sohn kam nach der Eheschließung „zur rechten Hand“ mit den Titeln „Reichsgraf von Ottweiler, Herzog von Dillingen“ – und als letzter legitimer Nachkomme Ludwigs – auch als „Prinz von Nassau“ zur Welt. Er starb im Russlandfeldzug 1812.
- Adolph von Ottweiler (1789–1812)

## Erinnerung
Porträts von Katharina befinden sich in der Alten Sammlung des Saarlandmuseums in Saarbrücken, wo seit 2013 auch ihr Grünes Kabinett aus ihrem Saarbrücker Stadtpalais gezeigt wird, das sich vorher im Kaiser-Wilhelm-Museum in Krefeld befand.